# 身体刑
身体刑（しんたいけい）は、身体に損傷または苦痛を与える刑罰。肉刑ともいう。

## 歴史
身体刑は、死刑と並び、近代以前までは最も多用された刑罰のひとつであった（前近代における刑罰は基本的にすべて「身体刑」であり、そのうち受刑者の死亡につながるものを現代から見て「死刑」としてまとめているという見方も出来る）。こうした関係からか執行について、「処刑」と表現されることもある。
具体的な内容はそれぞれの場所で異なるが、「四肢の切断」「去勢(宮刑)」などの身体機能を損なうもの、「鼻そぎ」「入れ墨」など犯罪者であることがわかるような目印を残すもの、「鞭打ち」「杖刑」など肉体的な苦痛を与えるもの、などの系統に分かれる。また、前述のとおり重い身体刑はしばしば受刑者の死亡につながるものであり、「身体刑」と「死刑」は対となっていたわけではなく、重なりつつ全体として「刑罰」を構成するものでもあった。
近代以降（おおむね18世紀以降）、自由刑の普及に伴い死刑の次の軽い刑罰は身体刑から自由刑への移行がおこり、また拷問等禁止条約をはじめとした近代法制では残虐刑を忌避することから残虐な刑罰と受け止められた身体刑は抑制されるようになったため、先進諸国ではほとんど行われていない。日本でも、残虐な刑罰の禁止（日本国憲法第36条）に抵触するものと解されている。しかし、一部イスラム国家やシンガポールなど、身体刑を刑罰の選択肢として存続させている国々もある。
マレーシアでは刑務所が満員状態であるため、窃盗などの犯罪については刑務所へ入れずに鞭打ち刑を課す様に法改正が行われ、鞭打ちの執行件数は増加している。

## 各国の事例（過去）

### 中国の身体刑
古代中国では、肉刑（にくけい）が行われ、これは足や鼻の切断刑を指した。前漢時代に残虐な刑罰としてこれを停止したが、逆に鞭打ちの回数が増えたり死刑の適用例が増加して死亡する罪人が増えたりしたために却って残虐であるとして度々議論の対象とされた。隋代に制定された五刑は、劓（鼻削ぎ）、剕・刖・臏（脚切り）、黥・墨（入れ墨）などの肉刑を含んでいた。
男性の去勢を行う宮刑は当時の概念では肉刑には入っていなかった。歴史書『史記』で知られる司馬遷が死刑判決を受けたときに悲願であった歴史書完成のために宮刑への減刑を嘆願して認められたという故事はよく知られている。また、後宮の事務を司る宦官には去勢された男性しかなれなかったためにわざと宮刑を受けて宦官に志願して皇帝や皇后のお気に入りとなりその信頼を背景として政治に介入したり利権を貪る者もいたという。

#### 肉刑を巡る論争
前漢の紀元前167年に名医として知られていた淳于意の事件をきっかけに、残虐な刑罰であるとして肉刑は廃止された。これによって従来肉刑とされていた刑罰がそれよりも重い死刑と軽い徒刑（懲役刑）に振り分けられたが、死刑と徒刑の間には大きな格差がある（中間刑が存在しないために却って死刑の適用範囲が広がった）ことが問題視され、班固（『漢書』刑法志）のように肉刑復活論を唱える者もいた。
後漢の献帝の時代（建安初期）、当時司空であった曹操は肉刑復活を計画して尚書令の荀彧に命じて群臣の意見を求めさせた。この際、孔融が強く反対をしたために断念した。魏の建国後、曹操および継いだ曹丕・曹叡は肉刑復活を試みて度々肉刑に関する議論を行わせ、特に太和年間の論争は一大論争となった。一連の論争では、陳羣・鍾繇らが賛成論を唱えたが、そのたびに王修・王朗などが反対論を唱えたために挫折した。その後、夏侯玄が李勝の肉刑復活論を批判したり、西晋の劉頌がたびたび司馬炎に肉刑復活を上奏して却下されている。東晋の司馬睿の時代である大興年間に衛展の上奏をきっかけに再び大論争となり、王導・庾亮らが賛成論を、周顗・桓彝らが反対論を唱えたが王敦の「（肉刑の復活は）天下に惨酷の風評を広め、逆賊（敵国）を利する」との上奏によって打ち切られ、403年にも当時の実力者桓玄が肉刑復活を計画するが、反対論が強く失敗に終わった（『晋書』刑法志・『通典』刑典など）。また、東晋の葛洪（『抱朴子』外篇・用刑）・袁宏（『三国志』鍾繇伝裴松之注）も肉刑復活論者であった。
賛成派は肉刑を廃止したことで死刑が増加したためにより悲惨なことになっている（陳羣・劉頌・王導ら）、肉刑による犯罪手段の除去を目的とする一種の特別予防主義的観点（李勝・劉頌ら）、肉刑による人々への威嚇効果を目的とする一種の一般予防主義的観点（陳羣・李勝・曹志・劉頌・王導・葛洪）などの観点から論じた。これに対して反対派は「肉刑を受けた者は却って絶望して新たな犯罪に走る」（孔融）、「民生の安定と教化によって罪人を悔悛させ、悔悛の余地の無い者のみを死刑にすべき」（夏侯玄）のような主張もあったが、多くの者は残虐な刑罰であるとともに「時期尚早」を理由としたものであり、その中には肉刑復活論者や斬右趾の復活のみを許容する限定的な肉刑復活論者も含まれていた。魏・晋ともに天下を統一しておらず、敵国（蜀・呉・五胡十六国・北朝など）に悪評が広まったり、恐怖を感じた住民が敵国に逃亡することは自国に致命的打撃を与える可能性があり、法観念的には肉刑復活に賛成する人々の間でも内外の敵につけいれられて政権を存亡の危機に陥れてまで復活させることには異論が多かったと考えられている。
その後、北魏において中間刑として流刑が導入されたことによって議論は低調になるが、それでも梁において短期間ながら肉刑が復活（『梁書』武帝紀・天監14年正月辛亥条）したり、唐の太宗（『資治通鑑』唐紀貞観元年冬条）や北宋の神宗（『続資治通鑑長編』熙寧3年8月戊寅条）の時代に肉刑復活が議題に上がったことがある。

### 日本の身体刑
日本では、律令制の確立ともに、唐にならって杖刑・笞刑が制定された。その後、平安時代以降になると窃盗や博打に対する刑として、断指刑が執行されていた例がある。
江戸時代に入ると、追放の付加刑として鼻や指などを切断する刑が科せられていたが、政情の安定化にともない次第に廃止されていった。そして切断刑に代わり、身体に入墨を彫る入墨刑を科すように変化していった。この身体刑としての入墨には、腕に輪を描くように入れて目印とするものや額に累犯に応じて「一」「ナ」「大」「犬」と書き加えていくものなどがあった。
享保5年（1720年）には窃盗、博打などの軽犯罪に対して、罪人の身体を箒尻と呼ばれる竹製の刑具で叩く刑罰が採用された。この刑罰は同心が罪人の肩から尻まで背骨を除いた背中全体を叩くもので、罪に応じて50回叩く軽敲（かるたたき）、100回叩く重敲（おもたたき）の刑があった。刑は他の罪人からも見える牢の門前で行われ、名主・家主・組頭など身元引受人を呼び執行の現場を確認させた後、身柄を引き渡した。たたき刑は武家や僧には適用されず、女性や14歳以下の若者は一定期間牢に入れる刑に替えられた。

## 各国の事例（現在）

### 東南アジアにおける身体刑
身体刑はかつては広く行われていたが、現在正式に残っているのは、シンガポールにおける鞭打刑である。1994年にアメリカ人の18歳の少年による自動車へのスプレーでの落書きという犯罪に、鞭打刑の判決が出され、人権外交を掲げた当時のクリントン大統領との間で、外交問題にまで発展、シンガポール政府が刑を強行したため、両国関係が一時冷却化した。
またマレーシアでは、付加刑として麻薬密売などの囚人に対して（籐製の鞭による）鞭打刑を科していることを、2007年8月1日付のイギリスのデイリー・メール（DailyMail）紙が報じた。同紙のインターネットのWebサイトには、当局が犯罪防止に使用するために撮影した刑執行場面の生々しい動画も掲載された。

### イスラム国家における身体刑
イスラム国家では、シャリーア（イスラム法）により、現在でも鞭打刑や手首切断刑などの身体刑がよく行われている。2004年には「イランで8歳の少年がパンを盗んだ罪に対する刑としてトラックで腕を轢き潰された」とするチェーンメールが、実際に少年がトラックに腕を轢かれている画像と共に共有され広く出回ったが、実際には「腕をトラックで轢いても無傷である」という手品のパフォーマンスの映像であったことが判明するという事件が起きている。またサウジアラビアでは、窃盗の罪を犯した場合は手首切断刑、飲酒は鞭打刑となっている。
「アムネスティ日本」の第1グループの2001年1月から12月までのアフガニスタンに関する人権状況報告によると、ターリバーン政権下では、公正な裁判の国際基準に反する裁判が行なわれ、残虐な、非人道的な、または品位を傷つける刑罰が科された。女性20人を含む、少なくとも30人が鞭打刑を受け、その大多数が姦通罪での告発であった。窃盗罪により少なくとも3人が四肢切断刑を受けたが、実際の人数はさらに多かった可能性があり、こうした処罰は公開で行なわれることが多かったとのことである。